# 走鹃 (超级计算机)
走鹃（英語：Roadrunner），是一套由IBM為美國能源部（Department of Energy）所屬的國家核安全管理局（NNSA）建立的超級電腦，此電腦以新墨西哥州州鳥走鵑（學名：Geococcyx californianus）命名，設於新墨西哥州的洛斯阿拉莫斯国家实验室。在2008年5月25日時，此套電腦的運算能力已達到1.026PetaFLOPS，成為前500大超級電腦中第一個持續運算能力超過<1>PetaFLOPS(1015/s)者。耗资1.33亿美元。

## 架構

### 硬體
Roadrunner採用混合式架構，並以「TriBlades」，即一片裝有2顆Opteron雙核心CPU及8GB記憶體的LS21型刀鋒伺服器和2片各有兩顆PowerXCell 8i處理器、各8GB RAM的QS22型刀鋒伺服器插在一片有4條PCI-Express 8x的擴充卡板所組成。每片TriBlades間以Infiniband相互連結。3套TriBlades放入一組BladeCenter H機箱中，一個機櫃可容納四組BladeCenter H機箱，一共用了296個機櫃，共有6,912顆AMD Opteron雙核心CPU以及12,960顆PowerXCell 8i處理器，記憶體加起來有103.6TB
。

## 意義
所謂「千兆級浮點運算」（petaflop）意指運算速度可達每秒千兆次。超級電腦運算技術也被視為國家經濟競爭力的象徵。

### 軟體
Roadrunner的作業系統使用Red Hat Enterprise Linux，使用Open MPI訊息傳遞介面函式庫 ，並裝有xCAT分散式運算軟體。

## 用途
Roadrunner主要供美國能源部計算美國核能武器儲存量的安全及可靠性
。另外亦可提供科學、金融、汽車及航空工業等領域的運算。

## 退役
2013年3月，洛薩拉摩斯國家實驗室宣佈Roadrunner退役，并将于3月31日关闭。雖然其運算能力排在第22名，效能仍佳，但因耗電量太大（達成1Peta FLOPS運算量需耗2345千瓦電），不符現今節能運算的趨勢而退出現役超級電腦之林。

## 外部連結
- （英文）. Los Alamos National Laboratory. 2007-03-30  [2008-05-31]. （原始内容存档于2012-03-14）.
- （英文）. Computerworld. 2008-05-13  [2008-05-31]. （原始内容存档于2012-03-14）.
- （英文）Fact Sheet & Background:  Roadrunner Smashes the Petaflop Barrier （页面存档备份，存于） IBM新聞稿
- （繁體中文）IBM BladeCenter LS21
- （英文）IBM BladeCenter QS22 （页面存档备份，存于）
- （繁體中文）itHome： IBM Roadrunner刷新超級電腦運算速度

| 紀錄                                   | 紀錄                                      | 紀錄                           |
| -------------------------------------- | ----------------------------------------- | ------------------------------ |
| 前任者： 藍色基因 1petaflops（估计值） | 世界最强的超级电脑 2008年6月 – 2009年11月 | 繼任者： 美洲虎 1.75 petaflops |